# Paul-Hémir Mezan
Paul-Hémir Mezan, né le 11 août 1912 à Amiens et mort pour la France le 18 juin 1944 à Celle sul Rigo, est un militaire et résistant français, Compagnon de la Libération. Instituteur de formation, il s'engage dans l'armée quelques années avant la seconde guerre mondiale. En 1940, il décide de se rallier à la France libre et participe aux combats en Afrique et au Proche-Orient. il est tué au combat lors de la campagne d'Italie.
Il est l'un des douze compagnons de la Libération du  22e Bataillon de Marche nord-africain (22e BMNA).

## Biographie

### Jeunesse et engagement
Enfant d'un couple de cafetiers-épiciers, Paul-Hémir Mezan naît le 11 août 1912 à Amiens, dans la Somme. En 1928, il entre à l'école normale d'instituteur d'où il sort major de promotion en 1931. Il effectue le début de son service militaire au peloton d'élèves officiers de réserve d'où il sort également major de promotion puis termine son service au 51e régiment d'infanterie. Peu satisfait de son métier d'instituteur, il démissionne et s'engage dans l'armée active en 1933. Il est affecté au 159e régiment d'infanterie avec le grade de sergent. De 1935 à 1937, il suit les cours de l'école militaire d'infanterie à Saint-Maixent-l'École. Il en sort avec le grade de lieutenant et est affecté au 8e régiment de tirailleurs tunisiens. Muté ensuite au 20e régiment de tirailleurs tunisiens avec lequel il participe à la construction de la ligne Mareth.

### Seconde Guerre mondiale
Paul-Hémir Mezan se trouve à Rabat où il suit un stage d'observateur en avion lorsque survient l'armistice du 22 juin 1940. Désireux de poursuivre le combat, il décide de se rallier à la France libre. Le 1er juillet 1940, en compagnie d'Alexandre Ter Sarkissoff, de Claude Guérin et de Pierre Puech-Samson, il se déguise en aviateur polonais et embarque sur un navire en direction de Gibraltar. Recueilli par les autorités britanniques, les quatre homme peuvent partir vers l'Angleterre où ils arrivent le 17 juillet. Arrivé à Londres, Paul-Hémir Mezan s'engage dans les forces françaises libres et est envoyé en Égypte en janvier 1941 dans une unité de Spahis. En septembre 1941, il participe à la mission Palewski chargée de rallier à la France libre les troupes françaises du Somaliland. Il est alors l'adjoint d'Edmond Magendie au groupe de pelotons méharistes.
En décembre 1941, il est muté au bataillon de marche no 4 (BM4) et continue à opérer dans la région des Somalis jusqu'en avril 1942, date à laquelle il part avec son unité vers le Levant. Promu capitaine en septembre 1942, Paul-Hémir Mezan est intégré avec le BM à la 1re division française libre (1re DFL) avec laquelle il prend part à la campagne de Tunisie. Officier de liaison auprès des troupes britanniques de la 8e armée, sa parfaite connaissance de la ligne Mareth, à la mise en place de laquelle il a participé, est un atout pour les forces alliées dans le franchissement de cette position fortifiée. Muté au 22e bataillon de marche nord-africain (22e BMNA) en août 1943, il participe à partir d'avril 1944 à la campagne d'Italie. Débarqué à Naples le 20 avril, il prend part à l'attaque du Garigliano en mai puis à la libération de Rome les 4 et 5 juin.
Le 18 juin 1944, lors des combats autour de la colline de Radicofani, Paul-Hémir Mezan est en train d'installer un dispositif de défense anti-chars au hameau de Celle sul Rigo dans la commune de San Casciano dei Bagni. Il est alors atteint par un obus de mortier qui le tue sur le coup. Son corps, recueilli par des paysans locaux, est abrité au cimetière de Celle où il est récupéré par Germaine Sablon, alors infirmière à l'Ambulance Hadfield-Spears de la 1re DFL. Inhumé au cimetière de San Lorenzo Nuovo, il est ensuite rapatrié en France et inhumé à Dury dans son département natal,.

## Décorations
|  |  |  |  |  |  |
|  |  |  |  |  |  |

| Chevalier de la Légion d'honneur | Chevalier de la Légion d'honneur | Chevalier de la Légion d'honneur | Compagnon de la Libération | Compagnon de la Libération   | Compagnon de la Libération   | Croix de guerre 1939-1945 Avec palme | Croix de guerre 1939-1945 Avec palme | Croix de guerre 1939-1945 Avec palme |
| Médaille coloniale               | Médaille coloniale               | Médaille coloniale               | Médaille coloniale         | Military Cross (Royaume-Uni) | Military Cross (Royaume-Uni) | Military Cross (Royaume-Uni)         | Military Cross (Royaume-Uni)         |                                      |

## Hommages
- La commune de Dury a baptisé une rue en son honneur et a inscrit son nom au monument aux Morts[6],[7].
- Une autre rue à son nom existe à Plachy-Buyon où il figure également sur le monument aux Morts et sur une plaque commémorative au sein de l'église[8],[9],[10].
- À Saint-Maixent-l'École, son nom est inscrit sur une plaque commémorative posée sur la façade du musée du sous-officier[11].